# Deutscher Preis für Nature Writing
Niemiecka Nagroda w dziedzinie Nature Writing (niem. Deutscher Preis für Nature Writing) – nagroda literacka, która od 2017 roku jest przyznawana corocznie przez wydawnictwo Matthes & Seitz Berlin oraz Bundesamt für Naturschutz (Federalny Urząd Ochrony Przyrody).
Dotowana kwotą 10 000 euro nagroda jest przyznawana wraz ze stypendium umożliwiającym pobyt na wyspie Vilm u wybrzeży Rugii. W przeciągu roku laureaci uzyskują możliwość spędzenia na wyspie 6 tygodni. Na wyspie swoją siedzibę ma Międzynarodowa Akademia Ochrony Przyrody.

## Zamysł i cel
Wraz z przyznaniem Niemieckiej Nagrody w dziedzinie Nature Writing fundatorzy chcą wyróżnić autorów, którzy w swoich dziełach literackich wskazują na istotę przyrody. Nagroda związana jest przede wszystkim z wykształconą wcześniej w USA i w Wielkiej Brytanii tradycją tworzenia dzieł literackich w duchu koncepcji Nature Writing. Autorzy tego literackiego nurtu zajmują się przede wszystkim postrzeganiem natury, jej praktycznym doświadczeniem, refleksją na temat związku istniejącego między naturą, a kulturą oraz historią przynależności człowieka do świata natury. Biorąc pod uwagę rodzaj gatunku literackiego powinno się uwzględniać zarówno eseistyczny, liryczny, jak i epicki sposób pisania. Zajmowanie się pojęciem natury obejmuje dialektykę zarówno wewnętrznej, jak i zewnętrznej jej istoty, zacierając tym samym granice pomiędzy kulturą a światem przyrody, a zarazem kwestie dotyczące zachodzących w niej zjawisk i postępujących procesów naturalnych.

## Laureaci nagrody
| Rok  | Laureat/ka       | Jury                                                                | Uzasadnienie |
| ---- | ---------------- | ------------------------------------------------------------------- | --- |
| 2017 | Marion Poschmann | Judith Schalansky, Jan Wagner, Ludwig Fischer, Brigitte Labs-Ehlert | Komisja szczególnie doceniła niezwykle dokładnie ukazane opisy natury oraz poetyckie ewokacje przeniknięcia władczej natury i ludzkiej aktywności kulturalnej w poezji autorki, jak również przenikliwe poetyckie refleksje nad „szyfryzacją natury” w świecie literackim, które to zostały zaprezentowane w jej najnowszym zbiorze esejów. |